# Шепан, Фриц
Фри́дрих Ге́рман Ше́пан (нем. Friedrich Hermann Szepan; 2 сентября 1907, Гельзенкирхен, Пруссия — 14 декабря 1974, Гельзенкирхен, Северный Рейн-Вестфалия) — немецкий футболист, полузащитник.

## Биография
Всю игровую карьеру провёл в «Шальке 04» и стал символом клуба. В 2000 году был включён в символическую сборную «Шальке 04» в XX веке, а в 2008 году вошёл в Зал славы клуба.
В 1929 году Шепан дебютировал за сборную Германии и до 1939 года провёл за неё 34 матча, из которых 30 — с повязкой капитана команды. В составе сборной принимал участие на чемпионатах мира в 1934 году, выиграв бронзовые медали, и в 1938 году. В опросе МФФИИС он занимает 100-е место среди лучших футболистов Европы XX века.
1 мая 1937 года он вступил в НСДАП (членский номер 6 416 068).
После завершения карьеры футболиста Шепан в 1950-х годах тренировал родной «Шальке 04» и «Рот-Вайсс» (Эссен), который привёл к чемпионству в 1955 году. В периоды 1964—1965 и 1966—1967 годов был президентом «Шальке 04».

## Достижения

### Как игрок
- Чемпион Германии: 1934, 1935, 1937, 1939, 1940, 1942
- Бронзовый призёр чемпионата мира: 1934
- Обладатель Кубка Германии: 1938

### Как тренер
- Чемпион ФРГ: 1955